# 曼查雷亚尔
曼查雷亚尔，是西班牙安达卢西亚自治区哈恩省的一个市镇。总面积98平方公里，总人口9527人（2001年），人口密度97人/平方公里。